# 128-й меридіан східної довготи
128-й меридіан східної довготи — лінія довготи, що лежить на 128 градусів східніше Гринвіцького меридіана. Вона проходить від Північного полюса через Північний Льодовитий океан, Азію, Тихий океан, Індійський океан, Австралазію, Південний океан та Антарктиду до Південного полюса.
128-й меридіан східної довготи формує велике коло разом із 52-гим меридіаном західної довготи.

## Список географічних об'єктів, що перетинає 128° сх. д.
Починаючи на Північному полюсі та рухаючись до Південного полюса, 128-й меридіан східної довготи проходить через:
| Координати                                                   | Країна, територія або море | Примітки                                                                  |
| ------------------------------------------------------------ | -------------------------- | ------------------------------------------------------------------------- |
| 90°0′ пн. ш. 128°0′ сх. д. / 90.000° пн. ш. 128.000° сх. д.  | Північний Льодовитий океан |                                                                           |
| 77°28′ пн. ш. 128°0′ сх. д. / 77.467° пн. ш. 128.000° сх. д. | Море Лаптєвих              |                                                                           |
| 73°25′ пн. ш. 128°0′ сх. д. / 73.417° пн. ш. 128.000° сх. д. | Росія                      | Проходить через дельту Лени                                               |
| 49°35′ пн. ш. 128°0′ сх. д. / 49.583° пн. ш. 128.000° сх. д. | КНР                        | Хейлунцзян Цзілінь                                                        |
| 41°26′ пн. ш. 128°0′ сх. д. / 41.433° пн. ш. 128.000° сх. д. | Північна Корея             |                                                                           |
| 40°3′ пн. ш. 128°0′ сх. д. / 40.050° пн. ш. 128.000° сх. д.  | Японське море              |                                                                           |
| 38°51′ пн. ш. 128°0′ сх. д. / 38.850° пн. ш. 128.000° сх. д. | Північна Корея             |                                                                           |
| 38°19′ пн. ш. 128°0′ сх. д. / 38.317° пн. ш. 128.000° сх. д. | Південна Корея             | Проходить через материк та острови Чхонсан[en] та Намхе[en]               |
| 34°42′ пн. ш. 128°0′ сх. д. / 34.700° пн. ш. 128.000° сх. д. | Східнокитайське море       |                                                                           |
| 27°5′ пн. ш. 128°0′ сх. д. / 27.083° пн. ш. 128.000° сх. д.  | Японія                     | Проходить через острів Іхея[en]                                           |
| 27°3′ пн. ш. 128°0′ сх. д. / 27.050° пн. ш. 128.000° сх. д.  | Східнокитайське море       |                                                                           |
| 26°42′ пн. ш. 128°0′ сх. д. / 26.700° пн. ш. 128.000° сх. д. | Японія                     | Проходить через острів Окінава                                            |
| 26°29′ пн. ш. 128°0′ сх. д. / 26.483° пн. ш. 128.000° сх. д. | Тихий океан                | Філіппінське море                                                         |
| 2°12′ пн. ш. 128°0′ сх. д. / 2.200° пн. ш. 128.000° сх. д.   | Індонезія                  | Проходить через острів Хальмахера                                         |
| 2°5′ пн. ш. 128°0′ сх. д. / 2.083° пн. ш. 128.000° сх. д.    | Море Хальмахера            |                                                                           |
| 1°48′ пн. ш. 128°0′ сх. д. / 1.800° пн. ш. 128.000° сх. д.   | Індонезія                  | Проходить через острів Хальмахера                                         |
| 1°18′ пн. ш. 128°0′ сх. д. / 1.300° пн. ш. 128.000° сх. д.   | Затока Као[pl]             |                                                                           |
| 1°6′ пн. ш. 128°0′ сх. д. / 1.100° пн. ш. 128.000° сх. д.    | Індонезія                  | Проходить через острів Хальмахера                                         |
| 0°28′ пн. ш. 128°0′ сх. д. / 0.467° пн. ш. 128.000° сх. д.   | Море Хальмахера            |                                                                           |
| 0°19′ пд. ш. 128°0′ сх. д. / 0.317° пд. ш. 128.000° сх. д.   | Індонезія                  | Проходить через острів Хальмахера                                         |
| 0°41′ пд. ш. 128°0′ сх. д. / 0.683° пд. ш. 128.000° сх. д.   | Молуккське море            |                                                                           |
| 1°31′ пд. ш. 128°0′ сх. д. / 1.517° пд. ш. 128.000° сх. д.   | Індонезія                  | Проходить через острів Обіра[en]                                          |
| 1°43′ пд. ш. 128°0′ сх. д. / 1.717° пд. ш. 128.000° сх. д.   | Море Серам                 |                                                                           |
| 3°4′ пд. ш. 128°0′ сх. д. / 3.067° пд. ш. 128.000° сх. д.    | Індонезія                  | Проходить через острови Серам та Амбон                                    |
| 3°46′ пд. ш. 128°0′ сх. д. / 3.767° пд. ш. 128.000° сх. д.   | Море Банда                 |                                                                           |
| 8°9′ пд. ш. 128°0′ сх. д. / 8.150° пд. ш. 128.000° сх. д.    | Індонезія                  | Проходить через острів Моа[en]                                            |
| 8°15′ пд. ш. 128°0′ сх. д. / 8.250° пд. ш. 128.000° сх. д.   | Тиморське море             |                                                                           |
| 14°34′ пд. ш. 128°0′ сх. д. / 14.567° пд. ш. 128.000° сх. д. | Австралія                  | Західна Австралія                                                         |
| 32°5′ пд. ш. 128°0′ сх. д. / 32.083° пд. ш. 128.000° сх. д.  | Індійський океан           | Австралія визнає цю акваторію частиною Південного океану[1][2]            |
| 60°0′ пд. ш. 128°0′ сх. д. / 60.000° пд. ш. 128.000° сх. д.  | Південний океан            |                                                                           |
| 67°2′ пд. ш. 128°0′ сх. д. / 67.033° пд. ш. 128.000° сх. д.  | Антарктида                 | Проходить через Австралійську антарктичну територію (претендує Австралія) |